# Syagrus pseudococos
Espèce
Synonymes
- Barbosa pseudococos (Raddi) Becc.[1] [2]
- Calappa mikaniana (Mart.) Kuntze[1]
- Cocos mikaniana Mart.[1]
- Langsdorffia pseudococos Raddi[1]
- Syagrus mikaniana (Mart.) Mart.[1] [2]

Statut de conservation UICN

 LC  : Préoccupation mineure
Syagrus pseudococos est une espèce de plantes de la famille des Arecaceae.

## Publication originale
- Repertorium Specierum Novarum Regni Vegetabilis 32: 233. 1970.